# Cristianesimo a Singapore
Il cristianesimo a Singapore è una religione di minoranza. Secondo i dati del censimento del 2020, la religione più diffusa a Singapore è il buddhismo, professato da circa il 31% della popolazione; i cristiani rappresentano circa il 19% della popolazione. La costituzione riconosce la libertà religiosa; i diritti religiosi possono essere esercitati senza violare le leggi relative all'ordine pubblico e alla salute pubblica. La legge proibisce di fomentare l'inimicizia e l'ostilità fra i gruppi religiosi; le pubblicazioni religiose ritenute capaci di provocare odio religioso possono essere bandite e ne può essere vietata l'importazione. Tutti i gruppi religiosi devono registrarsi; la registrazione conferisce alle organizzazioni religiose un'identità legale, grazie alla quale possono detenere proprietà, condurre transazioni finanziarie, tenere incontri pubblici, promuovere attività sociali e caritative e aprire scuole private. La revoca della registrazione comporta la perdita dell'identità legale e l'impossibilità di detenere proprietà e svolgere le attività permesse ai gruppi registrati. Nella scuola pubblica l'istruzione religiosa non è prevista né permessa, ma è consentita nelle scuole private.

## Confessioni cristiane presenti
La maggior parte dei cristiani di Singapore sono protestanti (circa l'11% della popolazione); i cattolici rappresentano circa il 7% della popolazione e il restante 1% della popolazione sono ortodossi e cristiani di altre denominazioni.

### Cattolicesimo
La Chiesa cattolica è presente nel Paese con l'arcidiocesi di Singapore, immediatamente soggetta alla Santa Sede.

### Chiesa ortodossa
La Chiesa ortodossa è presente a Singapore con l'Eparchia di Singapore, istituita il 26 febbraio 2019 come parte dell'Esarcato patriarcale del sud-est asiatico della Chiesa ortodossa russa. L'eparchia estende la sua giurisdizione anche sui fedeli ortodossi presenti in Malaysia, Indonesia, Timor Est e Papua Nuova Guinea.

### Protestantesimo
Tra i gruppi presenti nel Paese vi sono anglicani, metodisti, presbiteriani, luterani, pentecostali, battisti, avventisti e comunità cristiane non denominazionali.
Le principali denominazioni protestanti presenti attualmente a Singapore sono le seguenti:
- Chiesa metodista di Singapore: è la maggiore denominazione protestante del Paese. Comprende 46 chiese e conta circa 42.000 membri;
- Chiesa della Provincia dell'Asia Sud-orientale: fa parte della Comunione anglicana ed è presente nel Paese con la Diocesi anglicana di Singapore. Comprende 27 parrocchie e conta circa 22.000 membri;
- Chiesa presbiteriana di Singapore: comprende 37 congregazioni e conta circa 21.000 membri;
- Assemblee di Dio a Singapore: espressione dell'Assemblea Mondiale delle Assemblee di Dio, sono presenti nel Paese dal 1928, comprendono 44 chiese e contano più di 22.000 membri;
- Convenzione battista di Singapore: è affiliata all'Alleanza mondiale battista, comprende 37 congregazioni e conta più di 9.000 membri;
- Chiesa luterana di Singapore: conta circa 3.000 membri;
- Chiesa cristiana avventista del settimo giorno: comprende 8 congregazioni e conta più di 3.000 membri;
- Alleanza delle chiese pentecostali e carismatiche di Singapore (APCCS): raggruppa le chiese indipendenti di ispirazione pentecostale e carismatica.[5]

### Altre Chiese cristiane
Il cristianesimo è presente a Singapore anche con la Chiesa apostolica armena, la Chiesa ortodossa copta e la Chiesa ortodossa siriaca. 

### Altre denominazioni cristiane
Fra i cristiani di altre denominazioni sono presenti la Chiesa di Gesù Cristo dei Santi degli Ultimi Giorni (i Mormoni) e la Vera Chiesa di Gesù. I Testimoni di Geova e la Chiesa dell'Unificazione sono soggetti a limitazioni di legge.